# Муртазалиев, Махач Далгатович
Махач Далгатович Муртазалиев (род. 4 июня 1984, селение Кеди, Цумадинский район, Дагестан, Россия) — российский борец вольного стиля, бронзовый призёр летних Олимпийских игр 2004 года в Афинах, двукратный чемпион мира и четырёхкратный чемпион Европы. В возрасте 15 лет стал победителем престижного турнира в память Али Алиева в весовой категории до 54 кг. Махач, один из самых талантливых и техничных борцов мира, в 2007-2008 годах. Один из немногих борцов, который давал хороший бой и выигрывал у Бувайсара Сайтиева. Многие тренеры и любители борьбы считают, что если бы не тяжелая травма плеча, то Махач Муртазалиев добился ещё больших успехов. Рано завершил карьеру вследствие тяжелой травмы.

## Биография
По национальности — аварец. Родился в селении Кеди (Цумадинский район), школу окончил в Хасавюрте. Отец Далгат Тайгибович работал мастером в одном из училищ Хасавюрта, мать — домохозяйка. Борьбой занимался с 9 лет. Первый тренер — Абдурахман Мирзаев. В последующем оттачивал своё мастерство у знаменитого наставника, заслуженного тренера России Магомеда Гусейнова. Имеет два высших образования — окончил физкультурный факультет ДГПУ и юридический факультет ДГУ. Самый молодой участник в составе олимпийской сборной России 2004 года по вольной борьбе.